# Cryptothele marchei
Cryptothele marchei är en spindelart som beskrevs av Simon 1890. Cryptothele marchei ingår i släktet Cryptothele och familjen Zodariidae. Inga underarter finns listade i Catalogue of Life.